# سودوإفيدرين
السودوافدرين هو من الأدوية محاكية الودي، من فئات فينيثيل أمين والأمفيتامين الكيميائية.
يُستخدم السودوافدرين كمزيل لاحتقان الأنف والجيوب الأنفية، وبمثابة منشط ، أو كعامل معزّز لليقظة.
توجد أملاح السودوافدرين (الهيدروكلوريد والسلفات) كمستحضرات مبذولة (الأدوية التي تباع بدون وصفة)، إما كمستحضر مفرد، أو - بشكل شائع أكثر - كمشاركة مع مضادات الهيستامين، غايفينيسين، الديكستروميثورفان، الباراسيتامول (أسيتامينوفين)، مضادات الالتهاب اللاستيروئيدية (مثل الأسبرين أو الإيبوبروفين).

## التركيب الكيميائي
السودإفدرين مناظر غير مطابق للإفدرين ويختزل بسهولة إلى ميتامفيتامين أو يتأكسد إلى ميتاكاثينون. [بحاجة لمصدر]

## التسمية
ميمن الاستقطاب (+)- أو d- enantiomer
d- enantiomer is (1S,2S)-pseudoephedrine
اما النظير الميسر فهو
(−)- or l- form
(1R,2R)-pseudoephedrine
في النظام القديم (ميمن/ميسر) D/L system
يعتمد تسمية
L-pseudoephedrine
D-pseudoephedrine
في تمثيل فيشر ثم يرسم نواة فنيل في الأسفل ولكن هذا النظام يسبب بعض اللبس عند استعمال الأرحف الصغيرة 
d/l system أما الاتحاد الدولي للكيمياء فيسمي The IUPAC
(1S,2S)-
(1R,2R)-2-methylamino-1-phenylpropan-1-ol
والاختصار هو
psi-ephedrine
threo-ephedrine
السودإفدرين هو الاسم غير المملوك تجارياً للشكل (+)-form عندما يستخدم كمادة دوائية.

## التصنيع
رغم توفر السودإفدرين كقلويد طبيعي في بعض الأنواع النباتية (مثلًا يشكل أحد مكونات نبات الإفيدرا المسمى
ma huang حيث يوجد مع الإيزوميرات الأخرى للإفدرين)
رغم ذلك فمعظم السودوإفدرين المصنع للاستخدام التجاري يشتق من تخمير الخميرة للديكستروز بوجود البنزألدهيد، ويستخدم في هذه العملية سلالات خاصة من الخميرة عادة نوع كانديدا أولتيس أو سكاروميسس سيرفيسيا وتوضع في أوعية كبيرة فيها ماء ودكستروز وأنزيم مزيل كربوكسيل البيروفات كالأنزيم الموجود في نبات الشمندر وغيره،
وبعد بدء تخمر الدكستروز يتم إضافة البنزألدهيد للأوعية وفي هذه البيئة تحول الخميرة المكونات إلى طليعة هي
l-phenylacetylcarbinol (L-PAC)
ثم تؤخذ هذه الطليعة وتحول كيميائياً إلى سودوإفدرين بإضافة الأمين المختزلة  للاستخدام التجاري وينتج معظمه من الهند والصين حيث ظروفهم الاقتصادية والتجارية تلائم الإنتاج الكبير للتصدير.

## آلية التأثير
السودوإفدرين هو أمين محاكي للودي، تعتمد آلية تأثيره الأساسية على تأثيره غير المباشر على نظام المستقبلة الأدرينرجية، ويُعتقد أنّ تضيّق الأوعية المُحدث بالسودوإفدرين ناتج بشكل رئيسي عن استجابة المستقبلة الأدرينرجية-α.
إن نشاطه المقلد المباشر على المستقبلات الأدرينرجية α وβ ضعيف أو غير موجود، لكن تأثيره الرئيسي يكون بتحريره للنورإبينفرين (نورأدرينالين) داخلي المنشأ من الحويصلات الحافظة في العصبونات قبل المشبكية.
يتم تحرير النورأدرينالين في المشبك العصبوني، حيث يكون حراً لتنشيط المستقبلات الأدرينرجية بعد المشبكية. تتوضع هذه المستقبلات الأدرينرجية على العضلات المبطنة لجدران الأوعية الدموية، عندما تُفعّل هذه المستقبلات بالنورأدرينالين، تتقلص العضلات، مسببةً تضيق الأوعية الدموية.
يؤدي هذا التضيق إلى تقليل كمية السائل الخارج من الأوعية الدموية والداخل إلى الأغشية المبطنة للأنف والحلق والجيوب، منقصاً بذلك التهاب الأغشية الأنفية، بالإضافة لإنقاص إنتاج المخاط. بالتالي عبر تضييق الأوعية الدموية، بشكل أساسي الموجودة في الأنف، يخفف السودوإفدرين أعراض الاحتقان الأنفي.
يطلق السودوإفدرين الدوبامين كغيره من بدائل الأمفيتامين [بحاجة لمصدر] يمتلك الإفدرين، الموسع القصبي الراسيمي، التأثير نفسه. 

زوجين من المشابه الضوئي : الإفدرين (أعلى) والسودوإفدرين (أسفل)

## الاستعمالات الطبية
السودوإفدرين منبه، لكن يجب أن نعلم أنه لتقبض الأغشية المخاطية الأنفية المتورمة، لذا يستخدم عادة كمضاد احتقان. يقلل احتقان الأنسجة والوذمة والاحتقان الأنفي المرافق بشكل شائع للزكام والأرجيات.
ربما تشمل التأثيرات المفيدة الأخرى زيادة نزح مفرزات الجيوب، وفتح أقنية يوستاكيوس المسدودة.
يؤدي التأثير المقبض الوعائي أيضا إلى ارتفاع الضغط، الملاحظ كتأثير جانبي للسودوإفدرين.
يستخدم السودوإفدرين كمضاد احتقان فموي أو موضعي.
ميزة السودوإفدرين الفموي على المستحضرات الأنفية الموضعية، أنه لا يسبب احتقان ارتدادي (التهاب أنف مُحرض بالأدوية). على أي حال، بسبب صفاته المنبهة، يميل أكثر لإحداث تأثيرات ضائرة، تشمل إرتفاع الضغط والتعرق والأرق والقلق. وفقاً لدراسة واحدة، ربما يظهر السودوإفدرين فعالية كدواء مضاد للسعال (كبت السعال).
يستخدم أيضاً من قبل بعض المرضى المصابين باضطراب نقص الانتباه مع فرط النشاط (ADHD) كمداواة ذاتية، بسبب خصائصه المنبهة.

## دواعي الاستعمال
يستطب السودوإيفيدرين لعلاج:
- احتقان الأنف.
- احتقان الجيوب الأنفية.
- احتقان نفير أوستاش.[13]

ويستطب السودوإيفيدرين أيضا في علاج التهاب الأنف الحركي الوعائي، وكعامل مساعد لعوامل أخرى في العلاج الأمثل لالتهاب الأنف التحسسي، الخناق، التهاب الجيوب الأنفية، التهاب الأذن الوسطى، التهاب الرغامى والقصبات.
ويستخدم أيضا السودوإيفيدرين كخط أول وقائي للقساح (وهو الانتصاب الدائم للعضو الذكري) المعاود.
إذ أن الانتصاب يحدث إلى حد كبير استجابة للفعل نظير الودي، وبالتالي فإن الفعل الودي للسودوإيفيدرين قد يعمل على تخفيف هذه الحالة.
يعد علاج سلس البول بهذه الأدوية استخداما غير رسمي («الاستخدام غير المصرح به»).

## التاثيرات الجانبية
تتضمن التاثيرات الجانبية للعلاج بالسودوافدرين: تنبيه الجملة العصبية CNS والأرق والعصبية واستثارة (تهيج)، والدوخة والقلق.
وتشمل التاثيرات الجانبية النادرة على تسارع القلب أو الخفقان، ونادرا ما يرتبط العلاج بالسودوافدرين باتساع حدقة العين، هلوسة، عدم انتظام ضربات القلب، ارتفاع ضغط الدم، اختلاجات، التهاب كولون اقفاري (نخري)  بالإضافة إلى ارتكاس جلدي شديد على شكل حمى قرمزية كاذبة ناكسة، التهاب جلدي تماسي، وطفح دوائي ثابت غير مصطبغ..^ Vidal C, Prieto A, Pérez-Carral C, Armisén M (April 1998). "Nonpigmenting fixed drug eruption due to pseudoephedrine". Ann. Allergy Asthma Immunol. 80 (4): 309–10.
يلعب السودو إفدرين (و بشكل خاص عند مشاركته مع أدوية أخرى كالأدوية المخدرة) دوراً في ظهور هجمات من الذهان الزوراني.
وذُكر ايضاً السودو إفدرين - من بين الأدوية محاكية الودي الأخرى - يترافق مع حدوث السكتة الدماغية.

## التداخلات
يؤدي استخدام مثبطات مونوأمينو أوكسيداز بالمشاركة أو لاحقاً (خلال 14 يوم) إلى تفاعلات إرتفاع ضغط الدم، التي تشمل إرتفاع الضغط الحرج.
ربما تنخفض التأثيرات الخافضة للضغط لكل من الميثيل دوبا، والميكاميلامين والريزربين وقلويدات الخربق بواسطة محاكيات الودي، وربما تتداخل أيضاً مضاهئات مستقبلات بيتا الأدرينرجية مع محاكيات الودي.
وقد يحدث زيادة في الفعالية الناظمة المنتبذة عندما يستخدم السودوإفدرين مع الديجيتال.
تزيد مضادات الحموضة معدل امتصاص السودوإفدرين، بينما ينقصه الكاولين.[بحاجة لمصدر]

## الأسماء التجارية الشائعة
فيما يلي قائمة بأدوية المستهلك التي تحتوي حالياً إمّا على السودوإفدرين أو تمّ تغييره إلى بديل، مثل الفينيل إفرين.
- Actifed (صنع شركة GlaxoSmithkline) - كان يحتوي سابقاً على السودوإفدرين والآن فينيل إفرين.
- Aleve D (صنع شركة Bayer Healthcare) - يحتوي على 120 مغ هيدروكلوريد سودوإفدرين (و أيضاً 240 مغ نابروكسين).
- Allegra D (صنع شركة Sanofi Aventis) - يحتوي على 240 مغ سلفات سودوإفدرين (أيضاً 180 مغ فكسوفينادين).
- Allerclear-D (صنع شركة Kirkland Signature) - يحتوي على 240 مغ سلفات سودوإفدرين (و 10 مغ لوراتادين).
- Benadryl Plus (صنع شركة Johnson & Johnson) - يحتوي على 60 مغ هيدروكلوريد سودوإفدرين (و 8 مغ أكريفاستين).
- Cirrus (صنع شركة UCB) - يحتوي على 120 مغ هيدروكلوريد سودوإفدرين (و 5 مغ سيتيريزين).
- Claritin-D (صنع شركة MSD Consumer Care) - يحتوي على 120 مغ سلفات سودوإفدرين (و 5 مغ لوراتادين).
- Codral (صنع شركة Johnson & Johnson) - يحتوي Codral الأصلي على سودوإفدرين، بينما يحتوي Codral بالصيغة الجديدة على فينيل إفرين بدلاً من سودوإفدرين.
- Congestal (صنع شركة Sigma) - يحتوي على 60 مغ هيدروكلوريد سودوإفدرين (و 650 مغ باراسيتامول و4 مغ كلورفينيرامين).
- Contac (صنع شركة GlaxoSmithKline) - كان يحتوي سابقاً على سودوإفدرين، لكن الآن يحتوي على فينيل إفرين.
- Eltor (صنع شركة Sanofi Aventis) - يحتوي على هيدروكلوريد سودوإفدرين.
- Mucinex D (صنع شركة Reckitt Benckiser) - يحتوي على 60 مغ هيدروكلوريد سودوإفدرين (و 1200 مغ غوايفينيزين).
- Nurofen Cold & Flu (صنع شركة Reckitt Benckiser) - يحتوي على 30 مغ هيدروكلوريد سودوإفدرين (و 200 مغ إيبوبروفين).
- Rhinex Flash (صنع شركة Pharma Product Manufacturing, Cambodia) - يحتوي على سودوإفدرين مشاركة مع باراسيتامول وتريبروليدين.
- Rhinos SR (صنع شركة Dexa Medica) - يحتوي على 120 مغ هيدروكلوريد سودوإفدرين (و 5 مغ لوراتادين).
- Sinufed (صنع شركة Trima) - يحتوي على 60 مغ هيدروكلوريد سودوإفدرين.
- Sudafed Decongestant (صنع شركة Johnson & Johnson) - يحتوي على 60 مغ هيدروكلوريد سودوإفدرين.
- Theraflu (صنع شركة Novartis) - احتوى سابقاً على سودوإفدرين، أما الآن فيحتوي على فينيل إفرين.
- Unifed (صنع شركة United Pharmaceutical Manufacturer, Jordan) - يحتوي على هيدروكلوريد سودوإفدرين (و تريبروليدين وغوايفينيزين).
- Zyrtec-D 12 Hour (صنع شركة Johnson & Johnson) - يحتوي على 120 مغ هيدروكلوريد سودوإفدرين (و 5 مغ سيتيريزين).

## موانع الاستعمال والاحتياطات
من المستحسن أن لا يستخدم السودوإيفيدرين للمرضى الذين يعانون من داء السكري، وأمراض القلب والأوعية الدموية وارتفاع ضغط الدم الشديد أو غير المنضبط، وأمراض الشريان التاجي الحاد، وتضخم البروستات، فرط نشاط الغدة الدرقية، الزرق مغلق الزاوية، أو عند النساء الحوامل.
ينبغي على المرضى الذين هم عرضة للقلق أو نوبات الهلع أن يستخدموا السودوإيفيدرين بحذر، لأن القلق والأرق هي من الآثار الجانبية الشائعة له، ويرجع ذلك أساسا إلى الخصائص المنشطة له.
وبما أن احتقان الأنف يعتبر علة بسيطة نسبيا، لذا يفضل استخدام البدائل للمرضى الذين يعانون من هذه الحالات. وقد تشمل البدائل المناسبة استخدام قطرة أو بخاخ ملحي (السالين) وذلك اعتمادا على حالة المريض.
وينبغي استخدام مضادات الاحتقان الموضعية بحذر ومدة لا تزيد عن ثلاثة أيام لتجنب التهاب الأنف الدوائي.

## استخدامات أخرى
هناك استخدامات أخرى للبسودوافدرين خارج القائمة نظرا لخواصه المنبهة فمثلا استخدمه سائقي الشاحنات والرياضيين كمنبه لزيادة حالة الانتباه والإدراك لديهم.[بحاجة لمصدر]

## استخدامه لصنع الميثامفيتامين
إن التشابه بين البسودوافدرين والامفيتامين في البنية الكيميائية جعل منه طليعة كيميائية لتصنيع الـmethamphetamine والـmethcathinone ونتيجة لزيادة القيود التنظيمية على بيع وتوزيع البسودوافدرين فإن الكثير من الشركات الصيدلانية أعادة صياغة الأدوية أو إنها بطور إعادة صياغة الإدوية مستخدمين بديلا مزيلا للاحتقان  لكنه أقل فعالية مثل الفينيل إفرين، وإن العديد من بائعي هذا الدواء متل TargetوWalgreens وCVS وRite Aid وWinn-Dixie في أمريكا وBoots في بريطانيا خلقت سياسات تقييد مشتركة لبيع المنتجات الحاوية على البسودوافدرين [بحاجة لمصدر] حيث تقيد سياساتهم البيع من خلال الحد من شراء الكميات ووجوب وجود حد أدنى للعمر مع تعريف ملائم بحيث تتشابه متطلبات بيعه بل وحتى تكون أكثر صرامة في بعض الأحيان مع القانون الموجود.
عالمياً تم وضع البسودوافدرين كطليعة ضمن الجدول I في مؤتمر الأمم المتحدة ضد التجارة بالمواد المحرمة والأدوية التخديرية والمواد نفسية التأثير.

## الرياضة
تم إدراج سودوإفدرين ضمن المواد المحظورة في قائمة اللجنة الأولمبية العالمية IOC حتى عام 2004, عندما استبدلت قائمة الوكالة العالمية لمكافحة المخدرات WADA بقائمة اللجنة الأولمبية العالمية IOC.
ومع أن WADA راقبت السودوإفدرين ابتداءً فقط، إلا أنه وُضِع مرة أخرى في قائمة الحظر بدءاً من 1, كانون الثاني،2010.
نزعت الميدالية الذهبية من لاعبة الجمباز الرومانية Andreea Răducan في أولمبياد سيدني عام 2000 بعد إيجابية الاختبار.
حيث أعطاها مدرب الفريق حبتين من أجل نزلة البرد، وعلى الرغم من نزع ميداليتها الذهبية، إلا أنها احتفظت بباقي ميدالياتها، وبشكل مختلف عن معظم الحالات الأخرى لتعاطي المخدرات، لم تحظر من المشاركة مرة أخرى؛ فقط طبيب الفريق تم حظره لعدة أعوام.
و استقال Ion Ţiriac، رئيس اللجنة الرومانية الأولمبية، بسبب هذه الفضيحة.

## تحري الاستعمال
يمكن قياس السودوإفدرين كمياً في الدم أو البلازما أو البول لمراقبة أي استعمال مُعزِّز للأداء من قبل الرياضيين، أو التأكد من تشخيص التسمم به أو كمساعدة في التحقيق الطبي الشرعي للوفاة.
لقد توجهت العديد من الاختبارات التجارية للتقصي بالمعايرة المناعية عن الأمفيتامينات المتفاعلة بشكل متصالب يمكن تقديره مع السودوإفدرين، لكن تستطيع التقنيات الكروماتوغرافية بسهولة تمييز السودوإفدرين عن مشتقات الفينثيلامين الأخرى.
يتراوح معدل تراكيز السودوإفدرين البلازمية والدموية عند المرضى الذين يتناولون الدواء للعلاج بين 50-300 ميكروغرام\ليتر، ويتراوح بين 500-3000 ميكروغرام\ليتر عند المرضى المتسممين أو المدمنين وبين 10-70 مغ\ليتر في حالات فرط الجرعة الحادة المميتة.

## تشريعات عالمية

### أستراليا
لقد أدى حظر تداول السودوإفدرين في أستراليا إلى تبدلات واضحة في طريقة ضبط المنتجات. كما في عام 2006, حيث تم إعادة جدولة المنتجات المحتوية على سودوإفدرين إما ك«أدوية الصيدلاني فقط» (الجدول 3) أو «أدوية الوصفة فقط» (الجدول 4), اعتماداً على كمية السودوإفدرين في المنتج. تُباع «أدوية الصيدلاني فقط» إلى العامة فقط إن كان الصيدلاني موجوداً بشكل مباشر في عملية المداولة. يجب حفظ هذه الأدوية بالقرب من منضدة الصيدلاني، بعيداً عن أيدي العامة. 

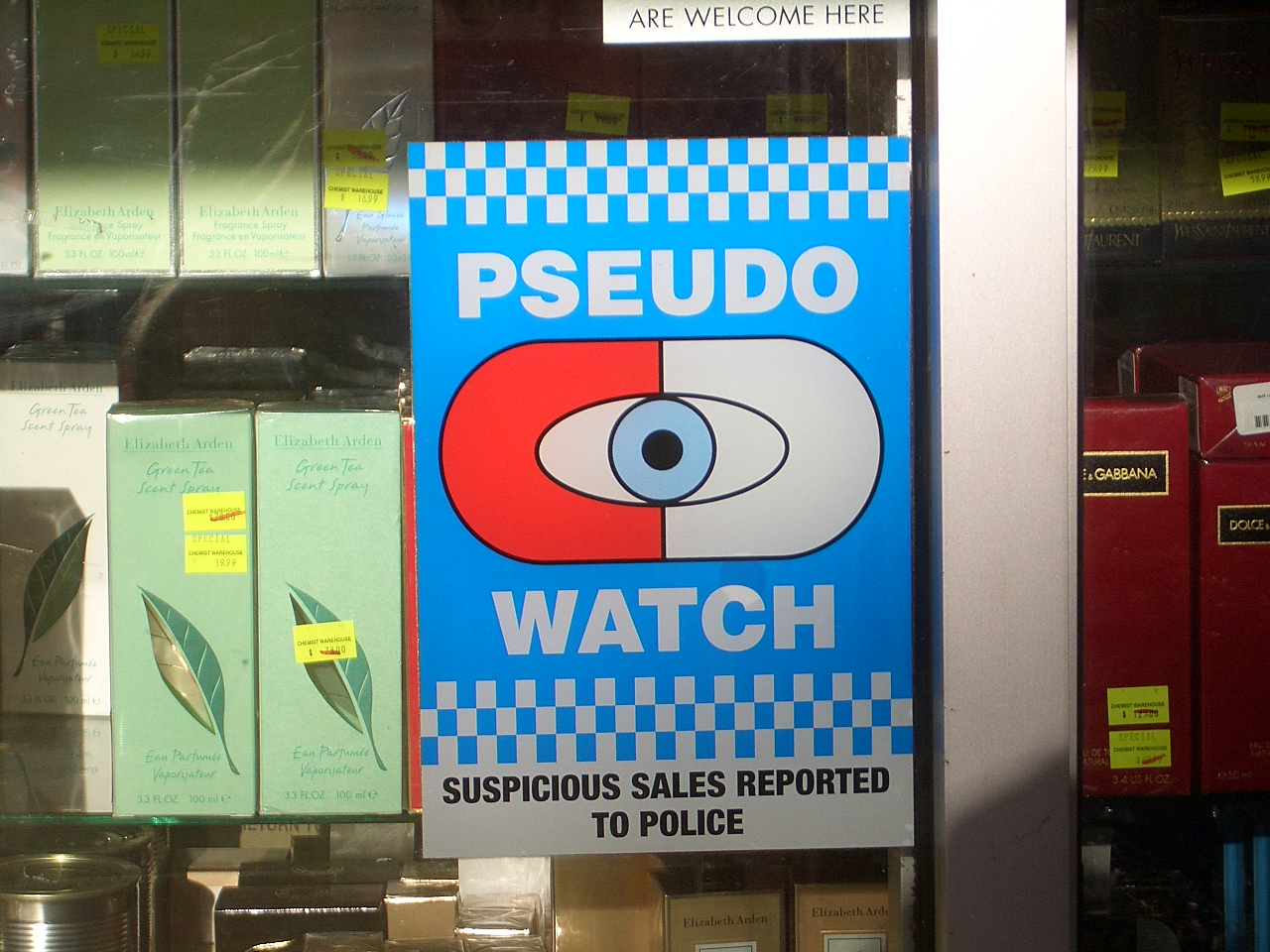
تحذير من الصيدليات الإسترالية

يتم تشجيع الصيادلة أيضاً (و في بعض الحالات يطلب منهم) على تسجيل المشتريات في قاعدة البيانات Project STOP على الإنترنت. يهدف هذا النظام إلى منع الأشخاص من شراء كميات صغيرة من السودوإفدرين من صيدليات عدة مختلفة.
كنتيجة، تحتفظ العديد من الصيدليات بSudafed (الاسم الشائع لمضغوطات سودوإفدرين لنزلة البرد\ والجيوب)، وتختار للبيع عوضاً عنه Sudafed PE، منتج يحتوي على الفينيل إفرين الذي لا يملك فعالية إضافية كمضاد احتقان على الحبوب الغُفّل.

### كولومبيا
منعت الحكومة الكولومبية تجارة السودوإفدرين في عام 2010.

### المكسيك
في 23 تشرين الثاني (نوفمبر) عام 2007 تم حظر استعمال وتجارة السودوإفدرين في المكسيك، بسبب نقاش حول كونه رائجاً بشكل كبير كمادة ابتدائية في صنع الميثامفيتامين.

### نيوزيلندا
في نيوزيلندا، من 15 تشرين الأول 2004, كنتيجة للاعتراضات الكبيرة على السودوإفدرين والإفدرين، تم تصنيف أي منتج يحتوي على هذه المواد، مثل أدوية نزلة البرد والإنفلونزا، ضمن الدرجة C الجزء III (معفى جزئياً) من الأدوية المنظمة في مرسوم الأدوية التي يُساء إستعمالها 1975. استمرت الجمارك والشرطة النيوزيلندية في إجراء اعتراضات كبيرة على المواد الأسلاف اعتقاداً منهم بأنها معدة لصنع الميثامفيتامين. في 9 تشرين الأول 2009, أعلن رئيس الوزراء جون كي أن مضغوطات البرد والإنفلونزا المحتوية على سودوإفدرين ستصبح من أدوية الوصفة فقط وأعيد تصنيفها كدواء من الصنف B2. لم يُنجَز بعد برنامج 2010 لتنقيح الأدوية التي يُساء إستعمالها.

### المملكة المتحدة
السودوإفدرين متاح في المملكة المتحدة بدون وصفة طبية تحت مراقبة الصيدلاني، أو بوصفة. في عام 2007, كانت ردة فعل وكالة المنتجات الصحية والأدوية على القلق من تحويل الإفدرين والسودوإفدرين لصناعة الميثامفيتامين المحظور بأن قدمت قيود تطوعية تحد من المبيع بغير وصفة إلى علبة واحدة لا تحوي أكثر من 720 مغ سودوإفدرين في كل مداولة. أصبحت هذه القيود قانوناً في نيسان،2008. على أي حال، لا يستلزم صورة البطاقة الشخصية.